# En parade
En parade est le vingt-quatrième album de la série de bande dessinée Les Simpson, sorti le 23 avril 2014, par les éditions Jungle. Il contient trois histoires : Marge attaque !, Homer, Barney & Moe dans L'insoutenable légèreté de Barney et Ils ont réparé le cerveau d'Homer !